# Adrien Bosc
Pour les articles homonymes, voir Bosc.
Adrien Bosc, né le 20 janvier 1986 à Avignon (Vaucluse), est un écrivain et un éditeur français.

## Biographie
Né d'un père architecte, Adrien Bosc a cinq frères et sœurs. Son frère aîné, David Bosc, est romancier et éditeur. Après un baccalauréat littéraire au lycée Mistral d'Avignon, Adrien Bosc suit une classe préparatoire aux grandes écoles au lycée Condorcet à Paris mais échoue au concours de l'École normale supérieure. Il rejoint l'université de la Sorbonne où il obtient un master de lettres.
« Jeune homme pressé », il est embauché par Philippe Tesson à la revue L'Avant-scène. En 2011, il crée les Éditions du Sous-sol, avec l'appui de Pierre Bergé, Victor Robert, Gérard Berréby et Olivier Diaz. Il y crée deux revues, Feuilleton et Desports, et revend la société aux Éditions du Seuil. En 2016, il est nommé directeur adjoint de l'édition des éditions du Seuil,. De 2018 à 2021, il occupe le poste de directeur général de leur filiale les éditions Points,.
En 2024, il quitte, avec les Éditions du Sous-Sol, le groupe Média-Participations, pour rejoindre son rival Editis. Il est également nommé directeur général des éditions Julliard.

### Littérature
En 2014, il publie un roman, Constellation, dont le sujet est l'avion Lockheed Constellation du vol Paris-New-York Air France qui s'est écrasé le 27 octobre 1949 sur le Pico da Vara (en), une montagne de l'île São Miguel, dans l'archipel des Açores, avec 48 passagers et membres de l'équipage de l'avion, dont Marcel Cerdan et la violoniste Ginette Neveu. Le roman reçoit en septembre 2014 le Prix littéraire de la vocation et en octobre le Grand prix du roman de l'Académie française. Il s'en vend plus de 100 000 exemplaires.

## Œuvre

### Ouvrages
- Constellation, Paris, Stock, 2014, 198 p. (ISBN 978-2-234-07731-7) (Grand prix du roman de l'Académie française, 2014 ; Prix littéraire de la vocation, 2014 ; Prix « Gironde–Nouvelles écritures », 2014; Prix « Paris Diderot-Esprits libres », 2015)
- Capitaine, Paris, Stock, 2018, 394 p. (ISBN 978-2-2340-7819-2)
- Colonne, Paris, Stock, 2022, 171 p. (EAN 9782234079670)[12]
- L'invention de Tristan, Stock, 2025, 256p; (une introduction à l'œuvre de l’écrivain Tristan Egolf)[13].

### Articles
- « Loving versus Virginia », Feuilleton, no 5,‎ 2012
- « Croque-fruits », Feuilleton, no 2,‎ 2012
- « Qui a tué Gérard Lebovici ? 1/4 (Papiers collés) », Feuilleton, no 9,‎ 2013
- « Alliés substantiels », Revue des deux mondes,‎ 2006, p. 141-144 (lire en ligne)